# Lycée Louis-Audouin-Dubreuil
 (mars 2021).
Le lycée Louis-Audouin-Dubreuil est un lycée d’enseignement secondaire général et professionnel de Saint-Jean-d’Angély en Charente-Maritime (région Nouvelle-Aquitaine ; académie de Poitiers).

## Histoire[1]
Avant 1971, certains enseignements du lycée se déroulent dans le collège, qui se situe dans le centre-ville, près de l'Abbaye royale. Cependant, à partir de 1971, il y a un transfert progressif des élèves vers de nouveaux locaux - qui sont les locaux actuels du lycée, qui se situent au Nord de la ville.
Entre 1971 et 1986, il est appelé « Lycée polyvalent de Saint-Jean-d'Angély » ; mais à partir de la rentrée scolaire 1986 - 1987, le lycée change de nom et est rebaptisé au nom de l’explorateur français Louis Audouin-Dubreuil (1887-1960) qui est originaire de la ville.

## Accessibilité
Le lycée Louis-Audouin-Dubreuil est le seul lycée général et technologique et le second lycée professionnel avec le lycée professionnel Blaise Pascal, de la communauté de communes de Vals de Saintonge.
Les élèves accèdent au lycée par un grand réseau d'autobus qui relient toutes les communes de la communauté de communes. De plus, pour les élèves qui viennent de loin, le lycée possède deux internats, un pour les garçons et un pour les filles.

## Classements du lycée
En 2015, le lycée se classe 16e sur 18 au niveau départemental quant à la qualité d'enseignement, et 2153e au niveau national. Le classement s'établit sur trois critères : le taux de réussite au bac, la proportion d'élèves de première qui obtient le baccalauréat en ayant fait les deux dernières années de leur scolarité dans l'établissement, et la valeur ajoutée calculée à partir de l'origine sociale des élèves, de leur âge et de leurs résultats au diplôme national du brevet.
Pour l'année scolaire 2018 - 2019, le lycée est classé par le site du Parisien, comme le 1er du département, 7e meilleur lycée de la région et le 119e meilleur lycée de France. Il prend en compte, le taux de réussite au baccalauréat et le pourcentage de mention. Quant au site, L'Étudiant, il place le lycée comme le 1er du département et le 2e de l’académie de Poitiers. Ce classement est fait, en prennent en compte le taux de réussite au baccalauréat, le taux de mention, et le nombre d'élèves présent à l'examen.

## Proviseurs
Liste des différents proviseurs du lycée Louis-Audouin-Dubreuil :
- 2020 - : Rémy Pluyaut
- 2015 - 2020 : Yamina Miara[6]
- 2014 - 2015 : Claude Chantal
- 2007 - 2014 : Claude Baudemont
- 1998 - 2007 : Roland Beix

## Formations
À la rentrée 2018-2019, le lycée possède plusieurs classes de section générale et technologiques mais aussi de section professionnelle : accueil, commerce, vente, accompagnement, soins et services à la personne (ASSP), mais aussi deux classes de CAP Vente. 
De plus, le lycée possède des classes de première et de deuxième année de BTS : Management des Unités Commerciales (BTS MUC), Comptabilité et Gestion (BTS CG), Comptabilité et Gestion en Apprentissage.